# Fylleån
Fylleån är ett vattendrag i Småland och Halland. 
Fylleåns längd är cirka 60 kilometer. Den rinner upp väster om Hunsberget (232 meter över havet) i Ljungby kommun och strömmar åt nordväst mot sjön Femmen (148 meter över havet) i Hylte kommun. Från Femmen går färden stadigt åt sydväst, förbi Kullhult, Bygget och Fröböke.
Sedan övergår Fylleån först i Gyltigesjön och Töddesjön och därefter i den långsmala sjön Simlången (65 meter över havet) i Simlångsdalen. Simlångsdalen är en smal dalspricka med rik växtlighet (bok, ek, idegran) samt tätorten i denna dal. Sjön Simlången övergår i Brearedssjön från vilken Fylleån rinner ut och böjer alltmer av åt väster och mynnar slutligen i Laholmsbukten vid Fyllinge några kilometer söder om Halmstad och Nissans mynning.
Det finns flera naturreservat längs ån. I Halmstads kommun finns Hagön, Brogård och Årnarp och vid Simlången finns Veka (norra), Veka (södra) liksom Bröda. Vidare finns i Halmstads kommun naturreservaten Gårdshult och Danska fall i anslutning till ån Ässman (eller Assman), som rinner ut i Brearedssjön, och därmed utgör biflöde till Fylleån.

## Vattenkraftverk
Totalt finns det fyra stycken vattenkraftverk i Fylleån enligt följande (från söder till norr), alla i Halmstads kommun, med en sammanlagd effekt av upp till 0,9 MW och med en sammanlagd elproduktion av cirka 2,9 GWh/år:
- Fyllinge kvarn (48 kW, cirka 150 MWh/år)
- Marbäck (350 kW, cirka 1 300 MWh/år)
- Linneberga vid Marbäck (400 kW, cirka 950 MWh/år)
- Lingforsen vid Bygget (80 kW, cirka 500 MWh/år)